# بايرون ميتشيل (ملاكم)
بايرون ميتشيل (بالإنجليزية: Byron Mitchell) (13 أكتوبر 1973 بأورلاندو في الولايات المتحدة - ) هو ملاكم أمريكي، صنّف ضمن فئة الوزن المتوسط.

## إحصائيات
خاض خلال مسيرته 41 نزالا، فاز في 29 وتعادل في 1 وخسر في 11. فاز بالضربة القاضية في 22 نزالا.

## روابط خارجية
- بايرون ميتشيل على موقع بوكس ريك (الإنجليزية) (registration required)